# We Like to Party!
"We Like to Party! (The Vengabus)" é uma canção do grupo holandês de eurodance Vengaboys. Foi lançado em maio de 1998 como quarto single do álbum The Party Album. A canção alcançou a posição de número 1 no Canadá, Bélgica e ficando no top 20 em mais de dezoito países.

## Lista de Faixas
CD single
1. "We Like to Party" (Airplay) – 3:44
2. "We Like to Party" (Klubbheads Mix) – 6:07
3. "We Like to Party" (BCM RMX) – 4:04
4. "We Like to Party" (More Airplay) – 5:50
5. "We Like to Party" (Full Schwingg) – 4:38
6. "We Like to Party" (DJ Disco Mix) – 4:33
7. "We Like to Party" (Baunz Mix) – 4:45
8. "We Like to Party" (BCM XXL) – 6:21

## Desempenho nas tabelas musicais

### Tabela musical
| Tabela musical (1998/99)                              | Posição de pico |
| ----------------------------------------------------- | --------------- |
| Áustria - (Ö3 Austria Top 40)                         | 2               |
| Bélgica - (Ultratop 50 Flanders)                      | 1               |
| Canadá - (Dance/Urban, RPM)                           | 1               |
| Dinamarca - (IFPI)                                    | 11              |
| União Europeia - (Eurochart Hot 100)                  | 10              |
| França - (SNEP)                                       | 18              |
| Países Baixos - (Dutch Top 40)                        | 2               |
| Nova Zelândia - (Recorded Music NZ)                   | 9               |
| Países Baixos - (Single Top 100)                      | 2               |
| Alemanha - (Official German Charts)                   | 4               |
| Irlanda - (IRMA)                                      | 3               |
| Hungria - (Mahasz)                                    | 3               |
| Itália - (Musica e dischi)                            | 6               |
| Suíça - (Schweizer Hitparade)                         | 4               |
| Estados Unidos - (Billboard Hot 100)                  | 26              |
| Estados Unidos - (Hot Dance Singles Sales, Billboard) | 3               |
| Reino Unido - (Official Charts Company)               | 3               |
| Suécia - (Sverigetopplistan)                          | 56              |

## Recepção de Críticas
A música recebeu críticas positivas. A Billboard escreveu sobre a música: "Esse quarteto descontroladamente energético (duas garotas, dois caras) da Holanda é praticamente um nome familiar em toda a Europa, onde essa joia pop infecciosa tem sido uma constante no rádio e em clubes. We Like To Party! foi platina e platina dupla na Bélgica e na terra dos artistas, respectivamente. Aqui, a música pode ter um destino semelhante, especialmente porque apresenta um refrão de canto encharcado de açúcar que fica na sua cabeça até você as pessoas que abraçaram a "Barbie Girl" de Aqua, "Romeo And Juliet" de Cleópatra e Los Del Rio "Macarena" estará alinhando para esta última fatia de pop energético. Você está ouvindo rádio? (Já alcançou o primeiro lugar na lista de reprodução do líder de dança WKTU Nova York.) Por outro lado, isso não será um acéfalo para os atletas do clube, que continuam fazendo muito barulho com a estreia do grupo, Up and Down".

## Vídeoclipe
O videoclipe de "We Like to Party" foi dirigido por Wendelien van Diepen. Foi ao ar pela primeira vez em março de 1999 e mostra todos os quatro membros do Vengaboys viajando para vários destinos na província de Barcelona, Piera e Gavà, em um minibus de estilo anos 30, o "Vengabus" (um ônibus Chevrolet de 1933), onde eles acabam em uma boate em La Barceloneta, Barcelona.

## Uso na Mídia
- A música foi usada para as promoções de Sylvester e Tweety Mysteries na WB Network: "We wike da puddy! We wike, we wike da puddy!"
- A música foi revivida em 2004 como tema principal da campanha publicitária "Mr. Six" do Six Flags.[5]
- A música foi tocada toda vez que um jogador do Colorado Rockies batia em um home run em Coors Field até o final da temporada de 2014.
- A música é usada como música de entrada do lutador profissional britânico Liam Slater
- Essa música é tocada sempre que o time de beisebol do Arkansas Razorbacks faz uma corrida no Baum Stadium

## Ligações Externas
- "We Like to Party!" No MetroLyrics